# Mexticacán (kommun)
Mexticacán är en kommun i Mexiko.   Den ligger i delstaten Jalisco, i den centrala delen av landet, 400 km nordväst om huvudstaden Mexico City. Antalet invånare är 2 723.
Följande samhällen finns i Mexticacán:
- Mexticacán
- Cañada de Islas
- San Felipe
- Nangue de Viñas
- La Labor de la Concepción